# Comuna Luhovîkî, Poliske
Luhovîkî (în ucraineană Луговики) este o comună în raionul Poliske, regiunea Kiev, Ucraina, formată din satele Cervona Zirka și Luhovîkî (reședința).

## Demografie
Componența lingvistică a comunei Luhovîkî
     Ucraineană (97,42%)
     Rusă (1,93%)
     Alte limbi (0,64%)
Conform recensământului din 2001, majoritatea populației comunei Luhovîkî era vorbitoare de ucraineană (97,42%), existând în minoritate și vorbitori de rusă (1,93%).